# Waldo L. Parra

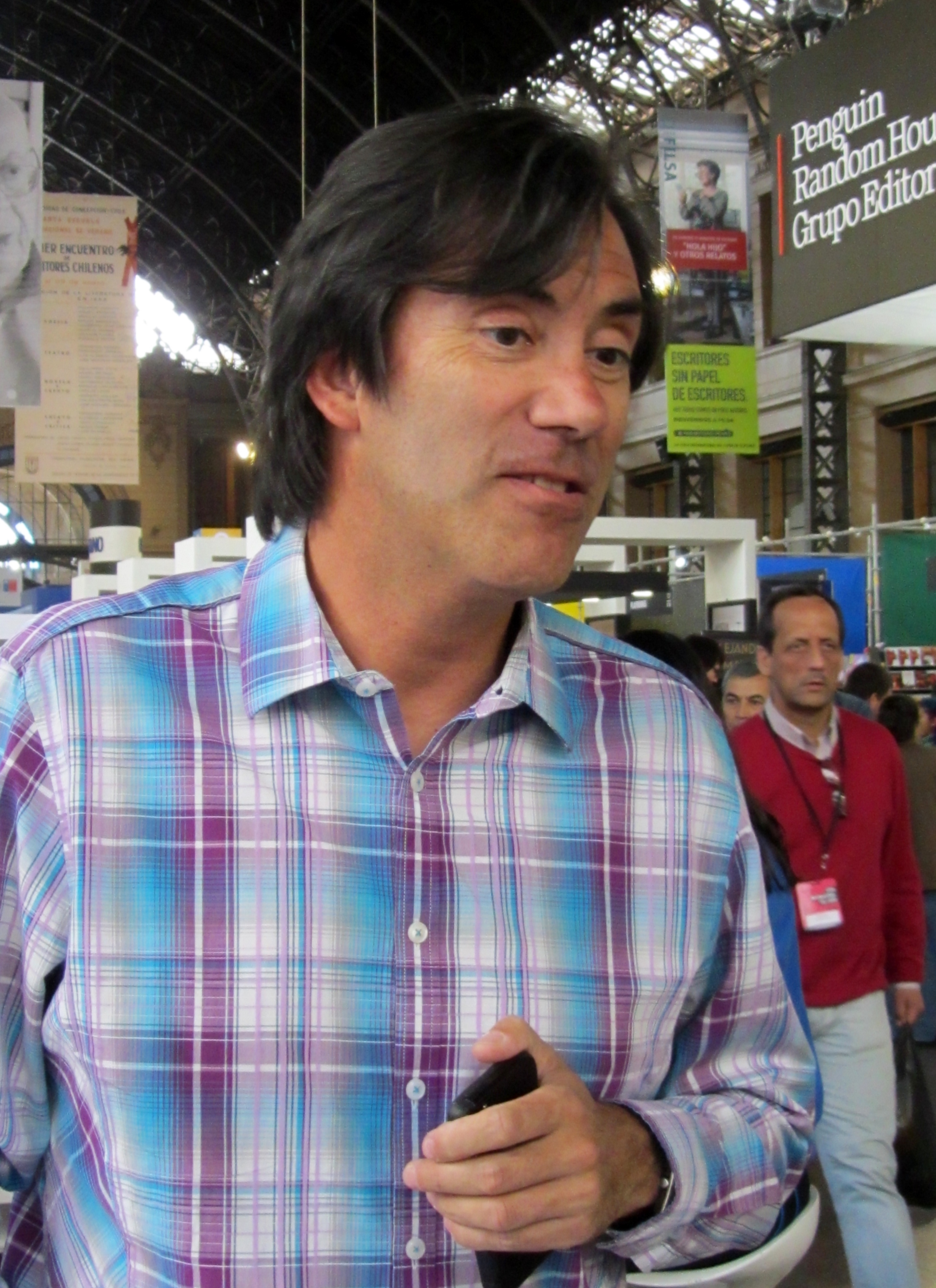
Waldo L. Parra

Waldo Leonidas Parra Pizarro (* 2. Dezember 1965 in Santiago de Chile) ist ein chilenischer Anwalt, Ph.D. in Rechtswissenschaft, Universitätsprofessor und Romanautor. Er ist der Autor des nationalen Bestsellers Masones & Libertadores.

## Biografie
Waldo L. Parra wurde in Santiago de Chile geboren und zog in seiner Jugend mit seiner Familie nach Punta Arenas. Dort besuchte Parra die Salesianer-Schule von San José. Nach seiner Rückkehr nach Santiago besuchte er die Deutsche Schule von Santiago. Nach dem Schulabschluss begann er Rechtswissenschaften an der Päpstliche Katholische Universität von Valparaíso zu studieren. 1996 erlangte er einen Abschluss in Rechts- und Sozialwissenschaften und 1997 wurde er Anwalt. 2003 erwarb er den Master in Wirtschaftsrecht an der Universität von Chile. 2009 erhielt er den Master in Rechtswissenschaften und 2012 den Doktortitel in Rechtswissenschaften an der Päpstlichen Katholischen Universität von Chile. 2011 war er Gastforscher an der University of California, Santa Barbara, Vereinigte Staaten.
Seit dem Jahr 2000 ist er Mitglied des Instituts für Historische Forschung General José Miguel Carrera und seit 2012 Mitglied der Gesellschaft für Evolutionäre Analyse im Recht.
Seit 2012 lehrt er Rechtswissenschaften an der Universität von Chile und seit 2017 an der Gabriela Mistral Universität. Seit 2018 ist er Anwalt am Berufungsgericht von San Miguel. Derzeit ist er Anwalt am Berufungsgericht von San Miguel. 

### Schriftstellerische Tätigkeit
2016 veröffentlichte er den ersten Band der Masones & Libertadores-Reihe, der den Titel Masones & Libertadores – Das Erwachen der Republik (El amanecer de la República) trägt.
2017 folgte der zweite Teil mit dem Titel Masones & Libertadores – Das Geheimnis der Loge (El secreto de la Logia). 2018 wurde der letzte Teil der Trilogie mit dem Titel Masones & Libertadores – Das Erbe der Helden (El legado de los Héroes) veröffentlicht.
2016 veröffentlichte er den ersten Teil der Trilogie Masones & Libertadores (veröffentlicht von Planeta), später im Jahr 2017 folgte der zweite Teil und 2018 veröffentlichte er den dritten Teil.
Er war auf der Santiago Internationale Buchmesse (FILSA) in den Jahren 2016 und 2017 präsent.
Seine Bücher sind in den wichtigsten Buchhandlungen Chiles erhältlich, ebenso im E-Book-Format.

## Bibliografie
- Masones & Libertadores – Das Erwachen der Republik (2016)
- Masones & Libertadores – Das Geheimnis der Loge (2017)
- Masones & Libertadores – Das Erbe der Helden (2018)